# پنبه درختی
پنبه درختی (نام علمی: Gossypium arboreum) نام یک گونه از سرده پنبه است.